# Yasmina Khadra
Yasmina Khadra (arabă:ياسمينة خضراء) (pseudonim pentru Mohammed Moulessehoul; n. 10 ianuarie 1955, Kenadsa, Franța) este un scriitor algerian, care trăiește în exil în Franța.

## Traduceri în limba română
- Yasmina Khadra, Atentatul, trad. Ileana Cantuniari, Editura Trei, 2007
- Yasmina Khadra, Sirenele Bagdadului, trad. Marie-Jeanne Vasiloiu, Editura Trei, 2009
- Ceea ce ziua datorează nopții, trad. Mariana Alexandru, Ed. Spandugino, 2012

1. ↑  Yasmina Khadra, Munzinger Personen, accesat în 9 octombrie 2017
2. ↑  Yasmina Khadra, Brockhaus Enzyklopädie, accesat în 9 octombrie 2017
3. ↑  Who's Who in France
4. ↑  Yasmina Khadra, AlKindi
5. ↑  Yasmina Khadra, Babelio
6. ↑  CONOR.SI[*] Verificați valoarea |titlelink= (ajutor)
7. ↑   http://www.lalettredulibraire.com/Palmar%C3%A8s-du-Prix-France-T%C3%A9l%C3%A9visions-Roman-et-Essais Lipsește sau este vid: |title= (ajutor)
8. ↑   https://www.uphf.fr/actualites/ceremonie-remise-titres-docteur-honoris-causa-12/04/24 Lipsește sau este vid: |title= (ajutor)
9. ↑   https://elpais.com/espana/catalunya/2025-01-24/el-escritor-argelino-yasmina-khadra-gana-el-premio-pepe-carvalho-2025-y-participara-en-la-nueva-edicion-del-bcnegra.html Lipsește sau este vid: |title= (ajutor)